# William Delbert Gann
William Delbert Gann (Lufkin, Texas, 1878. június 6. – Miami, Florida, 1955. június 18.) vagy WD Gann, pénzügyi befektető , aki a róla elnevezett technikai elemzési eszközöket fejlesztette ki, mint a Gann szögek, 9-es négyzet, Hatszög, 360-as kör (együtt Master charts). A Gann féle előjelzési eljárások geometrián, csillagászaton, asztrológián és numerológián alapulnak. Munkásságáról megoszlanak a vélemények. Gann számos tőzsdei kereskedéssel foglalkozó könyvet írt.

## Élete
Gann a Texas állambeli Lufkinban született 1878. június 6-án, egy gyapottermelő családba. 1902-ben, 24 évesen kezdett kereskedni.
Minden művét áthatja az a vallásos hite, hogy a Biblia minden idők legjobb vallási és tudományos műve.
A 33-as Skót hagyományú szabadkőműves páholy tagjaként ismerte a rend numerológiáját, de tanulmányozta a görög és egyiptomi kultúrát is.

## Tőzsdei kereskedés
A Gann szögek használatát a tőzsdei kereskedésben Gann a The Basis of My Forecasting Method (1935) című könyvében ismertette. Legegyszerűbb módja a Gann szögek meghatározásának a chart vonalaihoz húzott érintők által lehetséges. Minden szög (amelyek valójában egy vonal kiterjesztése a térbe) arányosan osztja fel az idő/ár grafikont. A legjelentősebb szögnek az 1×1-et, azaz a 45°-t találta, amely az egységnyi időváltozáshoz, egységnyi árváltozást mutat. Az egységnégyzet átlója megadja az 1×1 szöget, a napi 1 pont elmozdulást.
Az általános elutasítások ellenére spekulációival profitot ért el. Bár a híres Ticker Interview-jában, dokumentálta előrejelzései realitását.

## Bibliográfia
- Truth of The Stock Tape (1923)
- Tunnel Thru The Air (1927)
- Wall Street Stock Selector (1930)
- New Stock Trend Detector (1936)
- Face Facts America (1940)
- How to Make Profits in Commodities (1941)
- 45 Years in Wall Street (1949)
- The Magic Word (1950)
- WD Gann Economic Forecaster (1954)
- How to Make Profits Trading In Puts And Calls

## Fordítás
- Ez a szócikk részben vagy egészben  a   William Delbert Gann című angol Wikipédia-szócikk ezen változatának fordításán alapul.  Az eredeti cikk szerkesztőit annak laptörténete sorolja fel. Ez a jelzés csupán a megfogalmazás eredetét és a szerzői jogokat jelzi, nem szolgál a cikkben szereplő információk forrásmegjelöléseként.